# Prošcenje
Prošcenje (cyr. Прошцење) – wieś w Czarnogórze, w gminie Mojkovac. W 2011 roku liczyła 576 mieszkańców.